# Federazione Italiana Rugby League
La Federazione Italiana Rugby League (acronimo FIRL) è l'organismo di governo del rugby a 13 in Italia.
Nata nel 2008 per incorporazione della preesistente associazione Italia Rugby League fondata nel 1995, è affiliata a International Rugby League, la federazione internazionale di governo della disciplina.
Sotto la sua giurisdizione operano le nazionali italiane maschile e femminile.

## Attività FIRL in Italia
Fra i vari obiettivi della Federazione, il più importante è quello di organizzare un campionato italiano continuativo che si sviluppi durante la fase invernale, suddiviso in gironi territoriali (Nord-Est / Nord-Ovest / Centro-Sud) al fine di consolidare l'attività domestica.
Nel 2010, un timido tentativo di campionato è stato interrotto prima della fase finale a causa di una scissione operata dalle squadre centro-meridionali. Questo ha comportato la creazione di un campionato non ufficiale parallelo a nome iRFLeague facente parte della Lega Italiana Rugby Football League (sotto ala FIR), nata appunto dalla scissione del 2010. La Lega Italiana Rugby Football League non è quindi riconosciuta dalla International Rugby League e pertanto non è adibita a promuovere e sviluppare il Rugby League in Italia.
Da allora il campionato italiano si è sempre sviluppato durante i periodi estivi che coincidono con lo stop del campionato di Union.
Tuttavia, nonostante la scissione, le realtà italiane sono in costante crescita sia come numero che come appassionati grazie ai periodici raduni svolti in giro per l'Italia, al lavoro costante del vicepresidente Tiziano Franchini nel corso degli anni e alla riorganizzazione interna del gruppo dirigente con lo scopo di divulgare negli stadi e in rete internet la disciplina del rugby a 13.

## Organigramma FIRL
- In fase di aggiornamento